# Pedro Ken
Pedro Ken Morimoto Moreira, genannt Pedro Ken, (* 20. März 1987 in Curitiba) ist ein ehemaliger brasilianischer Fußballspieler. Der Rechtsfuß wurde im offensiven oder zentralen Mittelfeld eingesetzt.

## Karriere
Pedro Ken startete seine Laufbahn beim Coritiba FC. Hier zeichnete er sich durch gute Leistungen aus und wurde zusammen mit den Spielern Keirrison und Henrique als goldenes Dreieck bezeichnet. Eben diese Leistungen veranlassten den Cruzeiro EC 2010 zur Verpflichtung des Spielers auf fünf Jahre. In seiner ersten Saison kam er auf nur sieben Einsätze und wurde danach an verschiedene Klubs ausgeliehen, zu Cruzeiro kehrte er nicht mehr zurück. Nach Ablauf seines Vertrages wechselte er Anfang 2016 nach Russland zum Terek Grosny. Im März 2017 kehrte Pedro Ken nach Brasilien zurück und schloss sich dem Ceará SC an. Bei dem Klub blieb er bis Ende 2019.
Im Januar 2020 gab der EC Juventude die Verpflichtung von Pedro Ken bekannt. Nachdem er für Juventude noch in der Staatsmeisterschaft antrat, wurde Pedro Ken zur Austragung der Série B 2020 an den Ligakonkurrenten Operário Ferroviário EC ausgeliehen. Anfang Februar 2021 wurde der Vertrag verlängert. Ende 2021 beendete er hier seine aktive Laufbahn.

## Erfolge
Coritiba
- Série B: 2007
- Staatsmeisterschaft von Paraná: 2008

Cruzeiro
- Staatsmeisterschaft von Minas Gerais: 2011

Ceará
- Staatsmeisterschaft von Ceará: 2017, 2018